# Засулля (Лубенський район)
Засу́лля — село в Україні, у Лубенському районі Полтавської області. Населення становить 4544 осіб. Входить до складу Лубенської територіальної громади.

## Географія
Село Засулля знаходиться на лівому березі річки Сула, вище за течією на відстані 3 км розташоване село Піски, нижче за течією примикає село Солониця, на протилежному березі — місто Лубни. Річка в цьому місці звивиста, утворює лимани, стариці та заболочені озера. Поруч проходять автомобільні дороги М03, Т 1718, Р42 та залізниця, станція Солоницька.

## Назва
Походження назви «Засулля» — населений пункт «За річкою Сулою», який з'явився край переправи через річку Сула.

## Історія
1578 р. польський король Стефан Баторій видає шляхтичу Михайлу Байбузі грамоту «На пустиню рік Сули, Удая, Солониці, неосажену людьми».
1582 р. угіддя перейшли до черкаського старости князя Олександра Вишневецького.
Засулля згадується в історичних джерелах XVII ст. 1727 р. Засулля, яке належало Роменській городовій старшині, захопив лубенський полковник Андрій Маркович.
За генеральним слідством про маєтності Лубенського полку 1729-30рр. Засулля — село, передмістя Лубен, 90 дворів.
Селяни залишалися вільними до 1752 року, коли Засулля, разом з Губським та іншими селами, віддано було Розумовським обозному Івану Кулябці. За даними Рум'янцевського перепису 1766 р. в селі постійно проживало: козаків 30 дв., 32 х., 32 с. підсусідки Корнійовича, Прійми і різних козаків — 33 дв., 42 х., 42 с. Селян вільних 4 дв., 4 х., 4 с. Підс. Оріховського та інших 10 дв., 10 х., 10 с. Б. Кз. 65 дв., 137 х., 21 бдв.х. Селян «коронних» 17 дв., 38 х., 1 бдв.х., Мгарського монастиря і Кулябок, Андрія і Семена 23 дв., 23 х., 4 бдв.х., Підс. 33 дв., 54 х., 8 бдв.х. 

### Адміністративне самоврядування
За Гетьманщини село Засулля входило до 2-ї Лубенської сотні Лубенського полку.
Зі скасуванням полково-сотенного устрою на Лівобережній Україні село перейшло до Лубенського повіту Київського намісництва.
У ХІХ ст. Засулля стало центром Засульської волості Лубенського повіту Полтавської губернії.
Станом на 1946 рік, до Засульської сільської ради Лубенського району входило також селище залізничної станції Солоницька.
Засульська сільська рада існувала до 2016 року. Після чого, до 2020 р., Засулля було вже центром Засульської сільської громади, а вже після її скасування перейшла до Лубенської територіальної громади.
12 червня 2020 року, відповідно до розпорядження Кабінету Міністрів України № 721-р «Про визначення адміністративних центрів та затвердження територій територіальних громад Полтавської області», село увійшло до складу Лубенської міської громади.
19 липня 2020 року, в результаті адміністративно - територіальної реформи та ліквідації Лубенського району(1923-2020), село увійшло до складу новоутвореного Лубенського району.

## Населення
Згідно з переписом УРСР 1989 року чисельність наявного населення села становила 4759 осіб, з яких 2197 чоловіків та 2562 жінки.
За переписом населення України 2001 року в селі мешкало 4516 осіб.

### Мова
Розподіл населення за рідною мовою за даними перепису 2001 року:

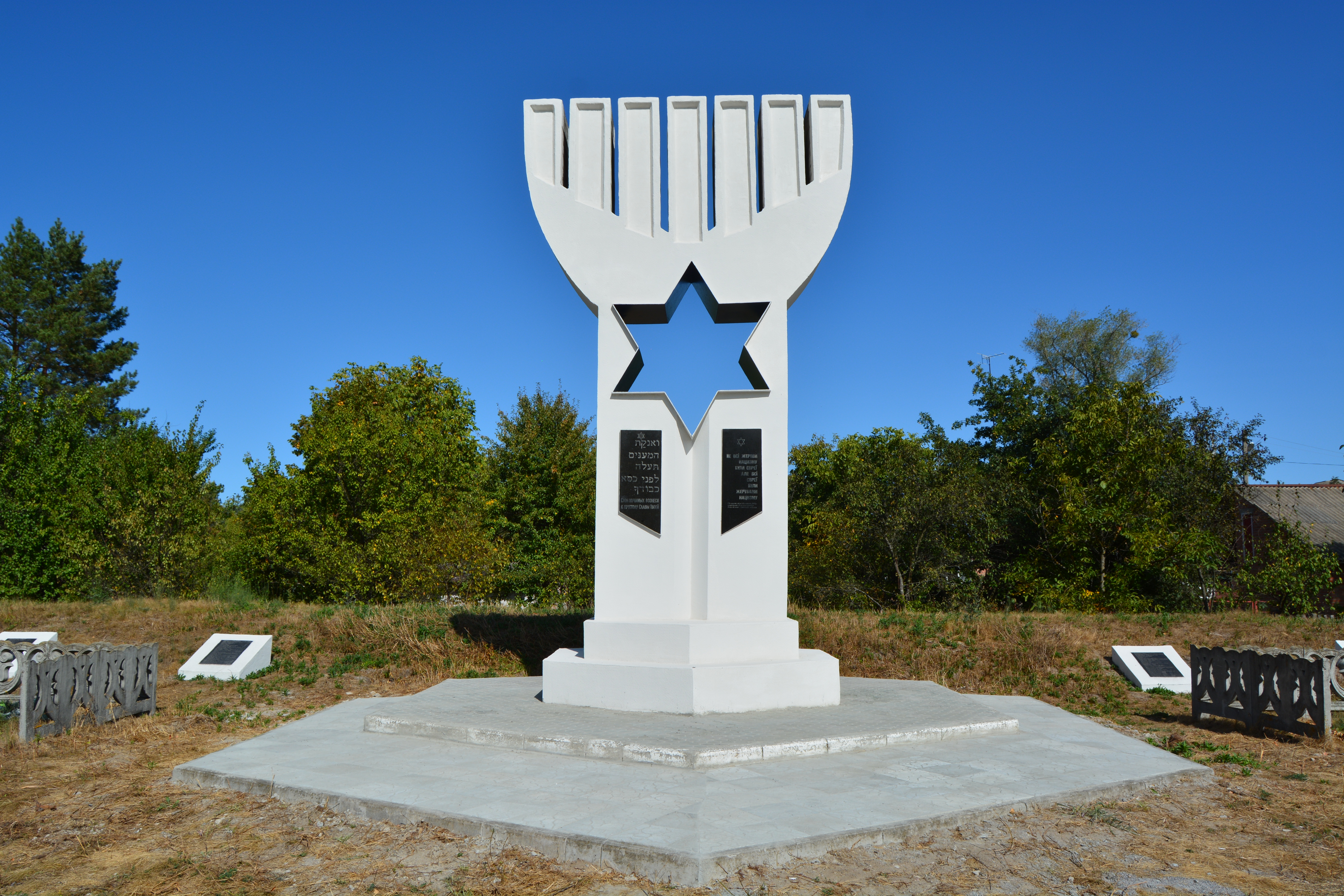
Меморіал Жертвам Голокосту

| Мова       | Відсоток |
| ---------- | -------- |
| українська | 96,13 %  |
| російська  | 3,46 %   |
| білоруська | 0,22 %   |
| циганська  | 0,04 %   |
| молдовська | 0,02 %   |
| німецька   | 0,02 %   |

## Репресовані радянською владою односельці
1. Дорошенко Павло Васильович — 1898 року народження, місце народження: Полтавська обл. с. Засулля Лубенського р-ну, національність: українець, соціальне походження: із селян, освіта: освіта неповна середня, останнє місце проживання: Полтавська обл. с. Солониця Лубенського р-ну, останнє місце роботи: Рахівник-приймальник Солоницького лісоскладу, Заарештований 28 грудня 1937 р., Засуджений Особливою нарадою при НКВС СРСР 29 січня 1938 р. за с. ст. 54-6 КК УРСР до розстрілу.
2. Захарченко Павло Петрович — 1896 року народження, місце народження: Полтавська обл. с. Засулля Лубенського р-ну, національність: українець, соціальне походження: із селян, освіта: освіта неповна середня, останнє місце проживання: Полтавська обл. с. Березова Рудка Пирятинського р-ну, останнє місце роботи: Робітник зоотехнікуму. Пресвітер місцевої нелегальної громади баптистів, Заарештований 24 жовтня 1937 р., Засуджений Особливою трійкою при УНКВС Полтавської обл. 23 листопада 1937 р. за ст.54-10 ч.1 КК УРСР до 8 років позбавлення волі.

## Символіка

### Герб
Герб Засульської територіальної громади прийнятий 28 квітня 2007 року на 13 сесії сільської ради п'ятого скликання.
Гербовий щит поділений біло-синьою хвилястою лінією на два поля: малинове та зелене. У верхньому полі на малиновому тлі — схрещені у андріївський хрест шабля та стріла, у нижньому — зелене тло спілої пшениці.

## Економіка
- ВАТ «Лубенський коноплезавод».
- Фірма «Дзеркало», ТОВ.
- Лубенський комбінат будматеріалів, КП.
- Лубенський райавтодор, філія ДчП Полтаваоблавтодор.
- Лубенський насінняобробний завод, ДчП ДАК «Хліб України».
- «Посулля», ЗАТ.
- Лубенський цегельний завод (Райагробуд), ТОВ.
- Лубенський конопляний завод, ВАТ.

## Об'єкти соціальної сфери
- ЗАСУЛЬСЬКИЙ ДОШКІЛЬНИЙ НАВЧАЛЬНИЙ ЗАКЛАД «КОЛОСОК».
- ОЗ «Засульський ліцей ЛМР».
- Будинок культури.

## Відомі люди

### Народились
- Кучеров Михайло Григорович — російський хімік-органік.
- Руденко Леонід Григорович — український географ, академік НАН України, директор Інституту географії НАН України.
- Приймачов Олег Миколайович — український спортсмен, майстер спорту міжнародного класу, тайський боксер. Двічі перемагав на Всесвітніх іграх. Повний кавалер ордену «За заслуги».